# Anselmus de Boodt
Anselmus de Boodt (também conhecido como Anselmus Boëtius de Boodt; Bruges, 1550 — Bruges, 21 de junho de 1632) foi um mineralogista e médico belga.